# Belga
Koordinaten: 50° 50′ 43″ N, 4° 23′ 57″ O
Belga ist eine belgische Nachrichtenagentur. Der Unternehmenssitz ist im Brüsseler Vorort Schaerbeek/Schaarbeek.
Die Nachrichtenagentur wurde im August 1920 unter dem Namen „Agence télégraphique belge de Presse (Belga)“ gegründet. Zunächst ausschließlich französischsprachig, kam 1944 mit dem Niederländischen die zweite Hauptsprache Belgiens hinzu (die dritte Amtssprache Deutsch wird nicht bedient). 1948 erwarben die belgischen Zeitungen die Mehrheit an der Presseagentur. 1970 wurde die Redaktion in einen niederländisch- und einen französischsprachigen Teil aufgespalten. Im Jahr 2000 gründete Belga zusammen mit der Tochtergesellschaft „aktuell international“ der dpa das Joint Venture „news aktuell Belga“, das speziell auf Pressemitteilungen ausgerichtet ist.
Belga beliefert Zeitungen, Zeitschriften, Rundfunk- und Fernsehsender, Webseiten und Unternehmen mit Fotos und Berichten. Das Unternehmen beschäftigt 127 Mitarbeiter, davon sind 106 Journalisten (Stand 2007).
Sitz: 8B rue Frédéric Pelletier, 1030 Schaerbeek (Brüssel)